# Soldado del Zigzag

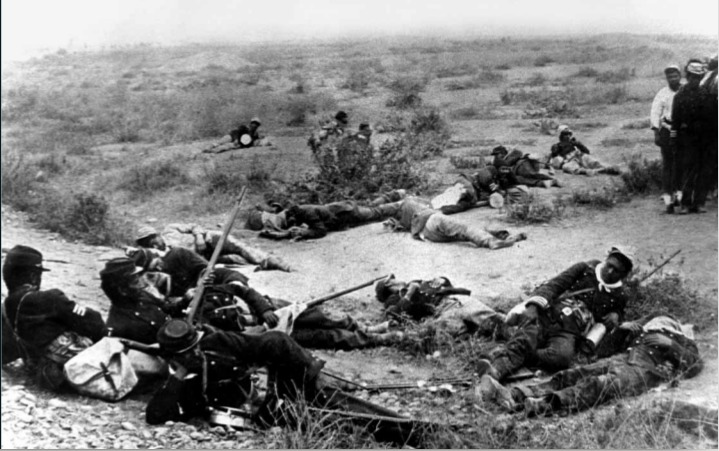
Soldados chilenos heridos descansan y esperan ayuda tras la batalla de Chorrillos.

El Soldado del Zigzag fue un soldado chileno muerto durante la Batalla de Chorrillos (13 de enero de 1881) y que fue enterrado por sus camaradas en los faldeos del cerro Zigzag (también Zig-Zag), que era durante la guerra una región agrícola en el sur de Lima. Sus restos fueron encontrados 117 años después. Su identidad no ha podido ser determinada. Sus restos mortales fueron trasladados a Santiago de Chile y enterrados en la Plaza de la Ciudadanía, cerca de la Cripta de Bernardo O'Higgins.
Los cerros Zigzag, a veces Zig-zag, eran, durante la Guerra del Pacífico, llamados cerros de San Juan.

## Descubrimiento y exhumación
Su cadáver momificado por la falta de humedad y el terreno arenoso fue encontrado enterrado en la ladera suroeste del cerro Zigzag el 10 de marzo de 1998 cuando se excavaban los cimientos de la Escuela de Oficiales de la Policía Nacional del Perú. Los cerros Zigzag, Viva el Perú, San Juan, Santa Teresa y el Morro Solar, hoy en día parte de Lima, eran en aquel entonces el límite sur de una región agrícola que colindaba con el sur de la ciudad de Lima. Por las cimas de los cerros corría la línea de defensa peruana durante la Batalla de Chorrillos el 13 de enero de 1881. En ese lugar se encontraban las fuerzas de Andrés Avelino Cáceres.
Ubicación de la Escuela de Oficiales de la PNP: 12°10′34″S 76°59′33″O / -12.1759868, -76.9925082
Junto a él se encontraron los siguientes utensilios según la lista de la antropóloga Hilda Vidal:
- Cartuchos calibre 11 mm, fabricados por la firma Fusnot para el fusil Comblain, 29 cartuchos en la canana y 10 sueltos
- Canana de lona con 20 bolsillos para llevar 10 cartuchos en cada uno
- Un cinturón negro de cuero y hebilla de bronce con una estrella al centro, que identificaba a los batallones cívicos
- Una libreta de notas personales
- Un sable-bayoneta para fusil Comblain de origen belga
- Un porta “Yatagán” de cuero fabricado en Francia por la firma Godillot
- Un poncho de lana de oveja
- Morral de 30x20 cm
- Pañuelo, ropa y botas

El difunto vestía un uniforme militar chileno. Los objetos encontrados son exhibidos actualmente en el Museo Histórico y Militar de Chile.

## Estudios antropológicos
Tras la exhumación, los restos mortales fueron llevados al Museo Nacional de Arqueología, Antropología e Historia del Perú del Instituto Nacional de Cultura del Perú donde se hicieron las investigaciones para determinar su origen, fecha y causa de muerte, y los datos que puedan deducirse.
Se trata de un joven mestizo de 25 a 30 años de edad de 175 cm de estatura fallecido a consecuencia de un disparo en la cabeza, que trato de contener la hemorragia con un pañuelo. Fue enterrado sobre su poncho junto a varios objetos. Los investigadores se sorprenden por el esfuerzo puesto por sus camaradas en el entierro. En la batalla murieron alrededor de 700 chilenos, pero pocos pueden haber tenido tales exequias y el respeto de sus camaradas que lo enterraron con sus objetos personales.

## Repatriación

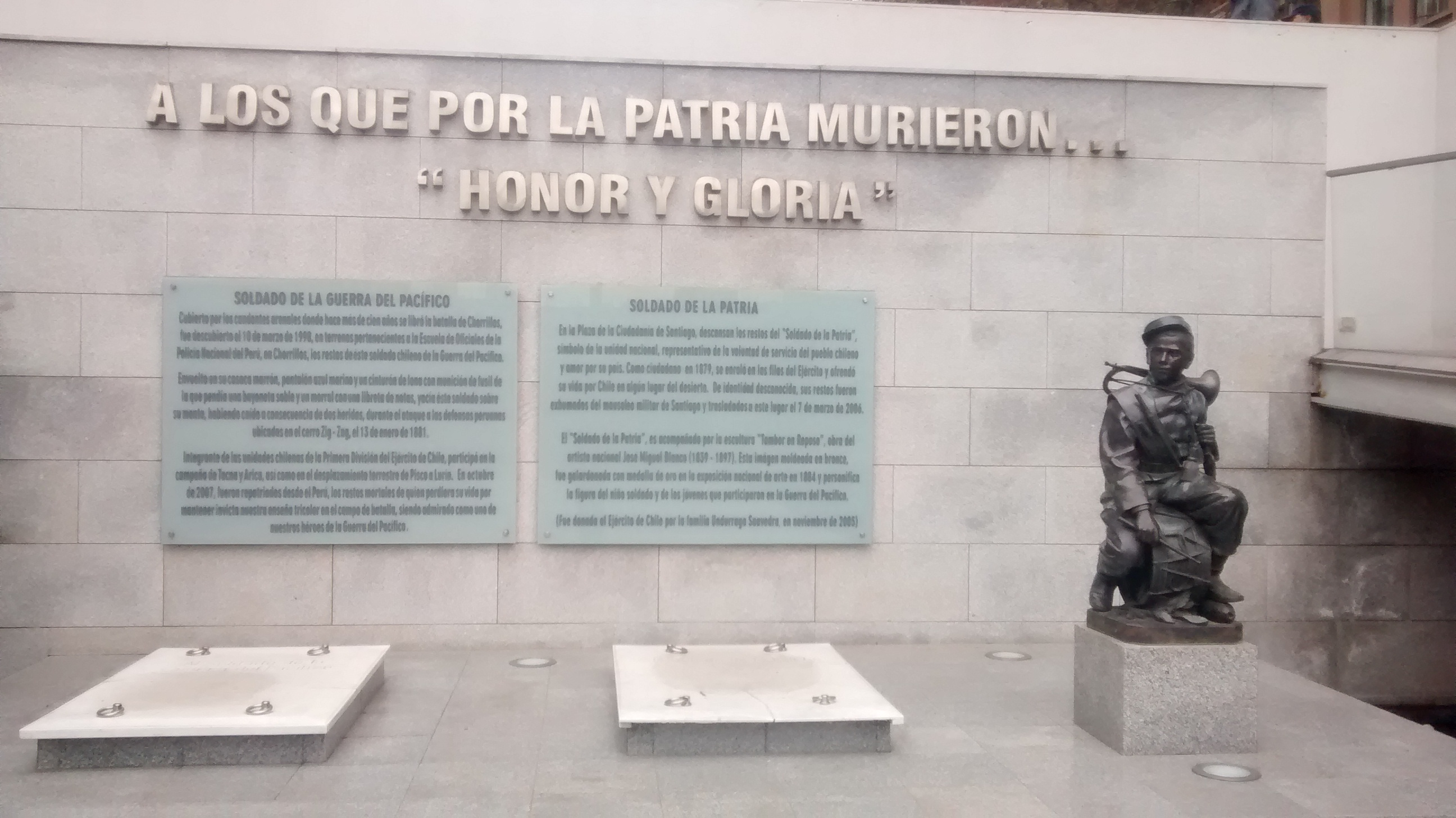
Tumba del soldado desconocido y del soldado del Zig Zag en el centro de Santiago, frente al Palacio de La Moneda.

El cuerpo fue repatriado el 17 de octubre de 2007 y fue sepultado con honores militares en el Altar de la Patria, cerca de la Cripta de Bernardo O'Higgins con asistencia de altas autoridades del estado.

## Identidad
Sobre su identidad hay algunos indicios pero oficialmente esta declarado como N.N.
La libreta con anotaciones personales contiene el itinerario hecho por la brigada Lynch, que hizo desembarco en Pisco y recorrió la costa peruana hasta llegar a Lurín para encontrar allí al grueso del ejército de Manuel Baquedano. Es decir la persona que escribía en la libreta debió pertenecer a alguna de las unidades que hicieron la travesía: Regimiento 2° de Línea, Regimiento Talca (movilizado), Regimiento Atacama (movilizado), Regimiento Colchagua (movilizado), Regimiento de Artillería de Marina, una Compañía del Regimiento de Artillería No 2, un Escuadrón de Granaderos a Caballo, una Compañía e Pontoneros (movilizada) y una Sección de Equipajes y Bagajes.
La hebilla de su cinturón lleva una estrella de 5 puntas que lo identifica como miembro de la Guardia Nacional, que se traduce en "movilizado" en los nombres de las unidades militares.
Su canana lleva las iniciales "F. de Y. V.2" y en la pretina de sus pantalones lleva las iniciales "M. M. 1 °C". Se sabe que el "Atacama" y el "Talca", ambos movilizados, lucharon en la zona del Zigzag.
Los investigadores acuñaron diferentes conjeturas sobre su nombre, basandolas en diferentes indicios:
- Miguel Segundo Mena Araya, de la 1° Compañía del Segundo Batallón del Regimiento Atacama, cuyas iniciales y unidad coinciden con las encontradas en la pretina del pantalón[7][6]
- José María Basquez del Regimiento Buin cuyo nombre aparece en la libreta[4]
- Juan Heskerth de la compañía de Equipajes y Bagajes ya que tenía anotaciones sobre alimentos[4]

La más mencionada actualmente es que sería el soldado del Rgto. Atacama Miguel Mena Araya.[cita requerida]